# Синдром счастливого хвоста
Синдром счастливого хвоста, или копчиковая миопатия, острая каудальная миопатия — редкое неврологическое заболевание домашних собак. Представляет собой расстройство мышц хвоста, обычно поражающее собак рабочих пород.
Синдром возникает в основном у спортивных или рабочих собак, таких как английский пойнтер, английский сеттер, фоксхаунды, бигль и лабрадор-ретриверы. Проявляется в болезненности в основании хвоста и параличе хвоста. Обычно синдром исчезает в течение нескольких дней без лечения.

## Признаки и симптомы
Травма затрагивает хвост собаки, вызывая болезненность у основания или рядом с ним. Счастливый хвост может быть распознан по очень вялому хвосту или хвосту, который удерживается собакой в горизонтальном положении на расстоянии примерно 10 см от основания, а затем падает вертикально. Это состояние также более выражено у собак, которые часто виляют хвостом.

## Причина
Копчиковая миопатия встречается в основном у подростков и молодых взрослых собак. К предрасполагающим факторам относятся перегрузка, плавание в холодной воде, влажная и холодная погода, плохие условия тренировки или транспортировки в клетке.
Подозревается нарушение кровообращения в области мышц хвоста с повреждением мышечных волокон, что может не привести к видимым изменениям, пока проблема не обострится внезапно, например, во время физической активности. Иногда наблюдаются другие изменения до или в сочетании с болезнью счастливого хвоста, такие как недержание мочи или кала, постуральные нарушения в задних конечностях или боль в ответ на прикосновение к нижней части спины.
Заболевание возникает остро и проявляется повышенной чувствительностью к прикосновению у основания хвоста и вялым параличом хвоста. Пораженные животные часто показывают пониженный круп из-за болезненности и избегают сидеть.
Лабораторная медицина показывает увеличение креатинкиназы, диагноз обычно ставится на основании клинической картины и предварительного отчета. Электромиография может подтвердить диагноз. При постановке диагноза необходимо исключить переломы хвоста, синдром конского хвоста, заболевания поясничного и поперечного отделов спинного мозга, а также анальных мешков и предстательной железы.

## Лечение
Козигеальная миопатия обычно заживает в течение нескольких дней даже без лечения. При необходимости для снятия боли можно использовать нестероидные противовоспалительные препараты. Заболевание может рецидивировать.